# 874 Rotraut
874 Rotraut, asteroid glavnog pojasa. Otkrio ga je Max Wolf, 25. svibnja 1917.

## Vanjske poveznice
- Minor Planet Center